# Guido Maffiotti
Guido Maffiotti (Camburzano, 16 luglio 1895 – Camburzano, 23 ottobre 1969) è stato un compositore, clavicembalista e organista italiano.

## Biografia
Guido Maffiotti, figlio di Raimondo, nasce in una famiglia con lontane tradizioni musicali.
Infatti il bisnonno Giuseppe è organaro e organista mentre i prozii Francesco e Pietro svolgono regolare attività organistica nella Chiesa di San Martino di Camburzano e occasionalmente nelle parrocchie limitrofe. A loro si devono anche alcune composizioni vocali con accompagnamento organistico: Messe a 2 e 3 voci maschili, alcuni brani per i Vespri e la Benedizione, tra cui una trascrizione di un brano popolare tradizionale indatabile, Tantomergo detto del Laus Antico (1842), nonché opere didattiche: Studio per flauto (1840), Esercizi di gregoriano del (1855).
I primi rudimenti musicali gli vengono dati da Giuseppe Gurgo Salice di Pettinengo, maestro di cappella della Cattedrale di Santo Stefano in Biella.
La famiglia Maffiotti in quegli anni si divide tra Camburzano e Torino e proprio nel capoluogo piemontese Guido prosegue gli studi: pianoforte con Luigi Ernesto Ferraria (altro camburzanese di fama, zio di Cesira Ferrani, che fa il “pendolare” tra le due località), organo con Roberto Remondi, composizione con Franco Da Venezia. Da qui inizia un percorso variegato: concertista d'organo e pianoforte, è anche uno dei primi a riscoprire il clavicembalo e a suonarlo in pubblico in numerosi concerti.
Le critiche sono sempre positive, la fama cresce e inizia una fitta corrispondenza con musicisti italiani ed europei: Joseph Bonnet, Luigi Sante Colonna, Franco Da Venezia, Rodolfo Del Corona, Guido Farina, Luigi Ferrari Trecate, Adriano Lualdi, Pietro Mascagni, Walter Niemann, Lorenzo Perosi, Roberto Remondi, Salvatore Salvati, Franco Vittadini, Ferruccio Vignanelli, Pietro Alessandro Yon e altri. Guido Maffiotti non riesce però a stabilire legami significativi con gli artisti biellesi del suo tempo, né con Pietro Magri, né con Luigi Ernesto Ferraria, che pure era stato suo maestro.
Nel 1923, benché giovanissimo per una onorificenza, riceve il suo primo riconoscimento ufficiale: viene nominato Cavaliere del Regno d'Italia da Vittorio Emanuele III.
Leggendo le minute delle lettere, si nota la scorrevolezza e l'incisività dei suoi scritti. Tant'è che a partire dal 1925 circa comincia a dedicarsi anche alla critica musicale: ancora oggi è considerato incisivo il profilo di Mascagni, scritto “a caldo” dopo una rappresentazione lirica (in «Il Biellese», 1.10.1929). Pietro Mascagni, l'«italianissimo genio» già legato a Camburzano da antica amicizia con Cesira Ferrani, restituisce la cortesia con un «plaudo all'attività artistica del valoroso e carissimo Maestro Guido Maffiotti».
Le capacità e le doti, e i riconoscimenti a fronte delle stesse, portano prima a un diploma di merito rilasciatogli dall'Associazione Italiana di Santa Cecilia (1933) e quindi all'affiliazione all'Accademia Filarmonica di Bologna: nel 1933 riceve l'atto ufficiale in qualità di «pianista» (che sottintende anche l'attività clavicembalistica) e l'anno successivo analogo atto come «organista». Negli anni seguenti continua a esibirsi in numerosi concerti e a comporre ma alla fine degli anni Trenta del Novecento, scosso forse dagli eventi bellici, esce di scena.
Allo scoppio della seconda guerra mondiale, infatti, Guido si ritira a Camburzano dove passa il resto della vita tra l'insegnamento, lo svolgimento della mansione di organista parrocchiale (indubbiamente artisticamente riduttiva per le sue capacità), il racconto fatto non più ai “grandi” ma a se stesso e ai suoi conterranei di alcuni ricordi da cui sono rigorosamente esclusi quelli che si riferiscono a una carriera musicale di primo piano, la propria.
Muore a Camburzano il 23 ottobre 1969.

## Composizioni e scritti
Come testimonianza della sua attività di compositore ci lascia alcuni esercizi e studi per strumenti a fiato, composizioni per strumento a tastiera (pochissime per organo, poiché preferiva l'improvvisazione), molte liriche per canto e strumento, sei Messe, poche altre composizioni da camera e per banda e tre trattatelli inediti: Appunti di armonia, Esercizi di armonia, Esercizi di teoria musicale, tutti “imbastiti” in gioventù e mai completati. Solo poche di queste pagine sono state date alle stampe da Chenna di Torino, da Corriere Musicale di Firenze, da AISC di Roma.
Tra i numerosi articoli e saggi sono da sottolineare quello già citato su Pietro Mascagni e il “pezzo” che scrive in memoria di Cesira Ferrani, un sentito omaggio fatto di ricordi, impressioni e giudizi dovuti alla personale conoscenza della grande soprano (Ricordo di Cesira Ferrani, in «Il Biellese», 8.5.1953).

## Considerazioni sull'artista
Al di là degli apprezzamenti della critica musicale in generale, è illuminante l'esame dalle partiture da lui possedute. Le pagine organistico-concertistiche, in particolare, sono interessanti per una valutazione delle qualità tecniche del maestro. Infatti, oltre alle usuali puntualizzazioni dinamiche ed evidenziazioni che caratterizzano una pagina di musica “vissuta”, vi si trovano precise indicazioni per l'utilizzo del pedale che svelano una tecnica sopraffina, non certo dovuta al pur grande Roberto Remondi, ma più tipica della Scuola francese, la cui conoscenza Maffiotti deve certamente a Joseph Bonnet; e con l'aggiunta di qualche indicazione innovativa originalissima. Tali indicazioni risultano ancora oggi corrette e, nonostante che siano state appuntate tra gli anni Venti e Trenta del secolo scorso, sono ancora attualissime.